# Dar Jouini

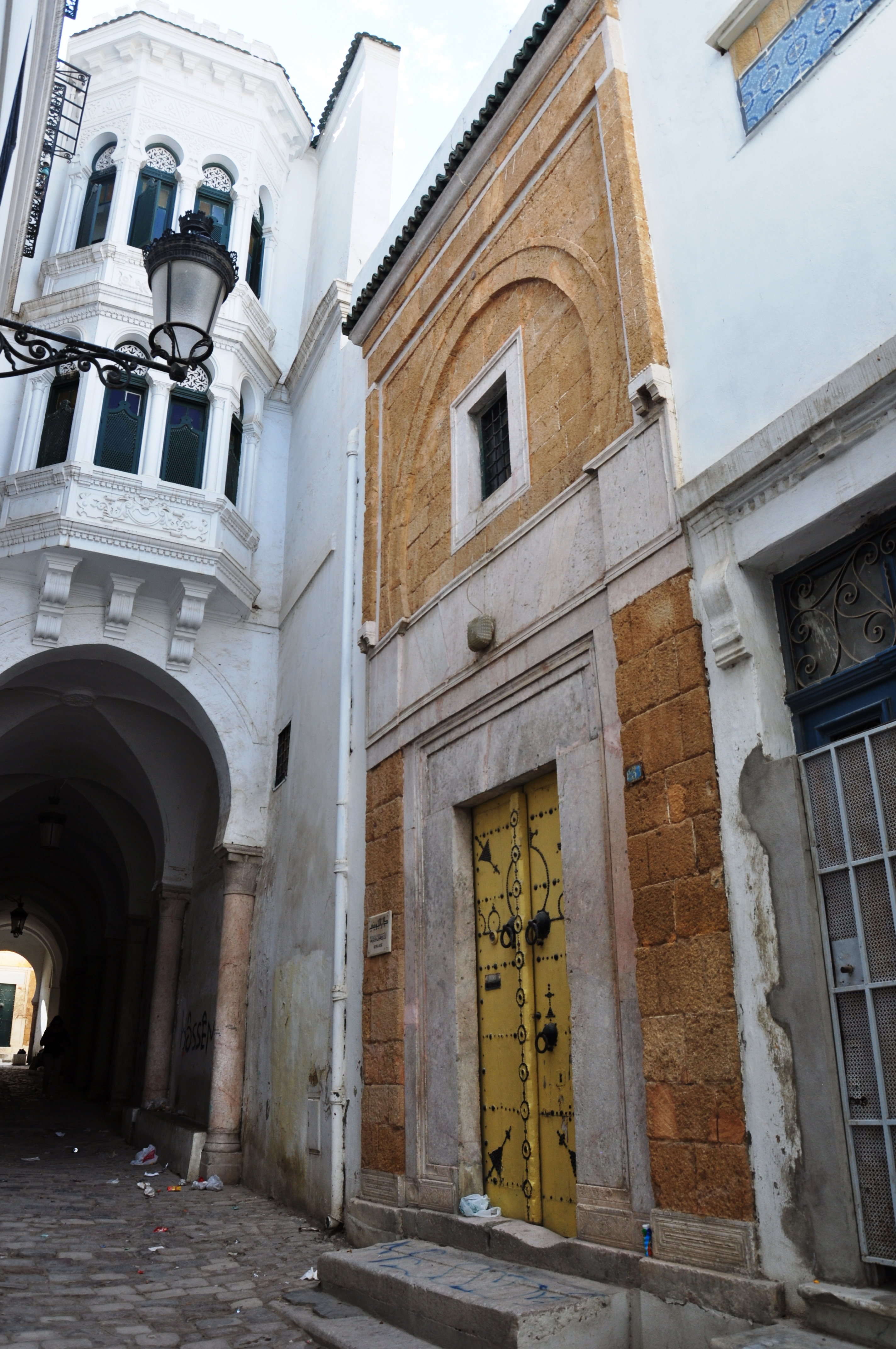
Vue de la façade du palais et du Sabbat El Saraya.

Le Dar Jouini, anciennement appelé Dar Romdhane Bey, est un palais de la médina de Tunis, situé près de la place Romdhane Bey.

## Histoire
Le palais date de la fin du XVIIe siècle. En 1696, Romdhane Bey s'y installe mais son règne est de courte durée et il meurt en 1699.
Le palais passe alors entre les mains des Husseinites, et Hussein Ben Ali y installe son neveu Ali Pacha.
En 1912, le musicien Ali Riahi y naît. Plus tard, en 1936, le palais est acquis par un riche agriculteur, Mohamed Sadok Jouini, et dès lors le palais porte son nom.
Il est classé monument historique le 30 juillet 2002.